# چارلز کاسالی
چارلز کاسالی (انگلیسی: Charles Casali؛ ۲۷ آوریل ۱۹۲۳ – ۸ ژانویه ۲۰۱۴) بازیکن فوتبال اهل سوئیس بود.
از باشگاه‌هایی که در آن بازی کرده‌است می‌توان به باشگاه ورزشی یانگ بویز برن اشاره کرد.
وی همچنین در تیم ملی فوتبال سوئیس بازی کرده‌است.